# Silent Sonata
Silent Sonata (în slovenă Circus Fantasticus) este un film de război dramatic sloven din 2011 regizat de Janez Burger. Filmul nu are dialoguri. Principalii producători sunt Slovene Stara Gara și Irish Fastnet Films. Silent Sonata este prima coproducție oficială slovaco-irlandezo-suedezo-finlandeză și a fost filmată în 35 de zile în Slovenia și Irlanda. Premiera mondială a avut loc la Festivalul Internațional de Film de la Rotterdam în 2011. Echipa de producție a inclus membri din cel puțin 18 țări. Titlul original al filmului a fost Circus Fantasticus, dar acesta este folosit numai în Slovenia, deoarece este distribuit sub titlul său original. 
Filmul Silent Sonata a fost selectat ca propunerea Sloveniei pentru cel mai bun film străin la a 84-a ediție a premiilor Oscar, cu toate acestea, Societatea Cineaștilor Sloveni (Društvo Slovenskih filmskih ustvarjalcev, DSFU) a neglijat să depună oficial propunerea la timp din cauza unei neînțelegeri. în cadrul organizației, prin urmare nu a fost inclusă în lista finală de propuneri. 

## Prezentare
Un bărbat rămâne singur cu copiii săi într-o casă pe jumătate demolată, în mijlocul unui câmp pustiu. Soția sa tocmai a fost ucisă de o grenadă într-un conflict militar. Se așteaptă la un nou atac. În schimb, o rulotă rătăcită numită Circus Fantasticus se oprește lângă casă. Îl aduc pe directorul muribund al circului. Este posibil să se întâmple ceva frumos într-un peisaj de război și de moarte? Poate viața să continue? Este posibil să ne dăm seama că moartea nu există?

## Distribuție
- Leon Lučev ca Părinte
- Ravil Sultanov ca șeful circului
- Pauliina Räsänen ca Beauty
- René Bazinet ca Om Bătrân
- Daniel Rovai - clovn
- Enej Grom ca băiat
- Luna Mijović ca fiică
- David Boelee ca om care suflă foc
- Marjuta Slamič ca soție moartă
- Devi Bragalini ca fiu
- Nataša Sultanova - clovn femeie
- Slava Volkov ca om cu mușchi

## Premii
Filmul a primit mai multe premii la al 13-lea Festival de Film Sloven de la Portorož, la al 58-lea Festival de Film de la Pula și la Festivalul Internațional de Film de la Alexandria.
- Al 13-lea Festival de Film Sloven de la Portorož [10]
  - Premiul Vesna pentru cel mai bun lungmetraj
  - Premiul Vesna pentru cel mai bun regizor
  - Premiul Vesna pentru cel mai bun actor în rol secundar
  - Premiul Vesna pentru cea mai bună muzică
  - Premiul Vesna pentru cel mai bun sunet
  - Premiul Vesna pentru cel mai bun machiaj
  - Premiul criticilor de film sloven pentru cel mai bun lungmetraj
  - Premiul Kodak pentru cea mai bună imagine
- Al 58-lea Festival de Film de la Pula
  - Premiul pentru cei mai buni actori - acordat întregii distribuții [11]
- Festivalul Internațional de Film de la Alexandria
  - Premiul pentru cea mai bună realizare artistică